# Cynorta juruensis
Cynorta juruensis is een hooiwagen uit de familie Cosmetidae.